# Coloconger raniceps
Coloconger raniceps är en fiskart som beskrevs av Alcock, 1889. Coloconger raniceps ingår i släktet Coloconger och familjen Colocongridae. Inga underarter finns listade i Catalogue of Life.